# ORANGE RANGE
ORANGE RANGE는 일본의 오키나와현 출신 남성 5인조 록 밴드이다. 2001년에 결성됐으며, 히로키와 야마토, 나오토, 요, 료, 캇짱으로 구성돼 있었으나 캇짱은 2005년에 탈퇴했다.
2003년 소니 뮤직과 계약, 싱글 〈키리키리마이〉로 데뷔했으며, 2010년 7월부터는 소니 뮤직을 떠나 자신들의 레이블인 슈퍼 에코 레이블을 통해 활동하고 있다.
9장의 싱글과 4장의 음반이 오리콘 1위에 올랐으며, 2005년에 발매된 두 번째 정규 음반 《musiQ》은 약 260만 장이 팔리며 그 해 가장 많이 팔린 음반으로 집계됐다.

## 멤버
- 히로키 (HIROKI), 1983년 6월 29일 ~ , 중음 보컬

본명은 호카마 히로키 (外間弘樹)
2010년 2월에 일반 여성과 혼인 신고, 3월 6일 공식 발표
- 야마토 (YAMATO), 1984년 1월 14일 ~ , 고음 보컬

본명은 카네코 야마토 (我如古大和)
'MOMO'와 'NANA'라는 토이푸들을 키운다
이상형은 오구라 유코. 6살 터울의 남동생이 있다.
- 나오토 (NAOTO), 1983년 5월 8일 ~ , 기타, 코러스, 작곡, 프로그래밍 (리더)

본명은 히로야마 나오토 (廣山直人)
오렌지 렌지의 리더이자 대부분의 곡을 작곡한다
2007년 5월부터 delofamilia라는 솔로 프로젝트 활동을 시작
친형 두명(쌍둥이)은 테크노 그룹 류큐디스코(RYUKYUDISKO)로 활동 중이다
- 요 (YOH), 1983년 12월 11일 ~ , 베이스

본명은 미야모리 요 (宮森洋)
2007년 6월에 혼인 신고, 8월 31일 공식 발표. 슬하 1녀
- 료 (RYO), 1985년 10월 1일 ~ , 저음 보컬

본명은 미야모리 료 (宮森涼)
고교 동창으로 아사노 이레이와 라쿠텐 이글스의 이시미네 다다시가 있다
2008년 2월에 결혼 발표. 슬하 1녀. YOH와는 친형제
2010년 6월, 오피셜 아메바 블로그 'Mytive Funtive~ORANGE RANGE RYO Official Blog~' 시작

### 이전 멤버
- 캇쨩 (KATCHAN), 1983년 6월 19일 ~ , 드럼

본명은 키타오 카즈히토 (北尾一人)
2005년 7월 31일부로 탈퇴
현재는 2008년에 데뷔한 5인조 밴드 KCB의 리더로 활동 중이다

## 음반 목록

### 싱글
| 순서 | 발매일           | 제목                                                                                  | 최고순위 | 수록 앨범         |
| ---- | ---------------- | ------------------------------------------------------------------------------------- | -------- | ----------------- |
| 1    | 2003년 6월 4일   | 키리키리마이 (キリキリマイ)                                                           | 50       | 1st CONTACT       |
| 2    | 2003년 7월 16일  | 상하이 허니 (上海ハニー, 샹하이하니)                                                  | 5        | 1st CONTACT       |
| 3    | 2003년 10월 22일 | 비바★록 (ビバ★ロック)                                                                 | 3        | 1st CONTACT       |
| 4    | 2003년 11월 27일 | 노을 (落陽, 라쿠요)                                                                   | 10       | 1st CONTACT       |
| 5    | 2004년 2월 25일  | 도표 ~a road home~ (ミチシルベ ~a road home~, 미치시루베 ~a road home~)               | 1        | musiQ             |
| 6    | 2004년 6월 9일   | Locolotion (ロコローション, 로코로숀)                                                 | 1        | musiQ             |
| 7    | 2004년 8월 25일  | 체스트 (チェスト, Chest)                                                              | 1        | musiQ             |
| 8    | 2004년 10월 20일 | 꽃 (花, 하나)                                                                         | 1        | musiQ             |
| 9    | 2005년 2월 23일  | 별표 (*~アスタリスク~, *~아스타리스크)                                                | 1        | ИATURAL           |
| 10   | 2005년 5월 25일  | 러브 퍼레이드 (ラヴ・パレード)                                                        | 1        | ИATURAL           |
| 11   | 2005년 6월 8일   | 부탁해, 세뇨리타 (お願い!セニョリータ, 오네가이! 세뇨리타)                            | 1        | ИATURAL           |
| 12   | 2005년 8월 24일  | 인연 (キズナ, 키즈나)                                                                 | 1        | ИATURAL           |
| 13   | 2006년 5월 10일  | 챔피오네 (チャンピオーネ)                                                             | 1        | ORANGE RANGE      |
| 14   | 2006년 8월 30일  | UN ROCK STAR                                                                          | 3        | ORANGE RANGE      |
| 15   | 2006년 10월 25일 | SAYONARA                                                                              | 3        | ORANGE RANGE      |
| 16   | 2007년 4월 25일  | 오징어SUMMER (イカSUMMER, 이카SUMMER)                                                 | 3        | PANIC FANCY       |
| 17   | 2007년 7월 18일  | 나쁜 태양 (イケナイ太陽, 이케나이타이요)                                              | 3        | PANIC FANCY       |
| 18   | 2008년 3월 5일   | 네 station (君station, 기미station)                                                   | 2        | PANIC FANCY       |
| 19   | 2008년 5월 28일  | O2                                                                                    | 3        | PANIC FANCY       |
| 20   | 2008년 11월 12일 | 간지나는 대장 feat.소이소스 (おしゃれ番長 feat.ソイソース, 오샤레 반쵸 feat.소이소스) | 5        | world world world |
| 21   | 2009년 7월 8일   | 눈 앞에 (瞳の先に, 히토미노사키니)                                                    | 6        | world world world |

### 정규 음반
| 순서 | 발매일           | 제목              | 최고순위 | 최고순위 | 판매량 인증     |
| 순서 | 발매일           | 제목              | 주간     | 연간     | 판매량 인증     |
| ---- | ---------------- | ----------------- | -------- | -------- | --------------- |
| 1    | 2003년 12월 17일 | 1st CONTACT       | 2        | 15       | 트리플 플래티넘 |
| 2    | 2004년 12월 1일  | musiQ             | 1        | 1        | 2 밀리언        |
| 3    | 2005년 10월 12일 | ИATURAL           | 1        | 11       | 밀리언          |
| 4    | 2006년 12월 6일  | ORANGE RANGE      | 2        | 65       | 플래티넘        |
| 5    | 2008년 7월 9일   | PANIC FANCY       | 1        | 90       | 골드            |
| 6    | 2009년 8월 5일   | world world world | 4        |          |                 |
| 7    | 2010년 10월 20일 | orcd              |          |          |                 |

### 기타 음반
| 종류   | 발매일          | 제목                                        | 최고순위 | 판매량 인증   |
| ------ | --------------- | ------------------------------------------- | -------- | ------------- |
| 리믹스 | 2006년 4월 12일 | Squeezed                                    | 7        | 골드          |
| 베스트 | 2007년 7월 25일 | ORANGE                                      | 2        | 더블 플래티넘 |
| 베스트 | 2007년 7월 25일 | RANGE                                       | 1        | 더블 플래티넘 |
| 베스트 | 2008년 12월 3일 | 뒷 면 SHOPPING (裏 SHOPPING, 우라 SHOPPING) | 7        | 골드          |
| 베스트 | 2010년 7월 14일 | ALL the SINGLES                             |          |               |

## 서적
1. 치즈☆버터☆쥬시메 (2005년 3월 31일)
2. BLOOD ORANGE (2006년 3월 28일)

## 교우 관계
- HIGH and MIGHTY COLOR (Spice Music 소속 후배. 동향 출신)
- HY
- MONGOL800 (《와랏테이이토모! - 텔레폰 쇼킹》에서 소개받은 사이. 동향 출신)
- FLOW (상동)
- RYUKYUDISKO (나오토의 쌍둥이 형이 소속되어 있는 그룹)
- 이레이 아사노 (료가 고등학교 때 결성한 밴드 류세이의 보컬)
- Qwai
- 호이 페스타